# Queijo-quente

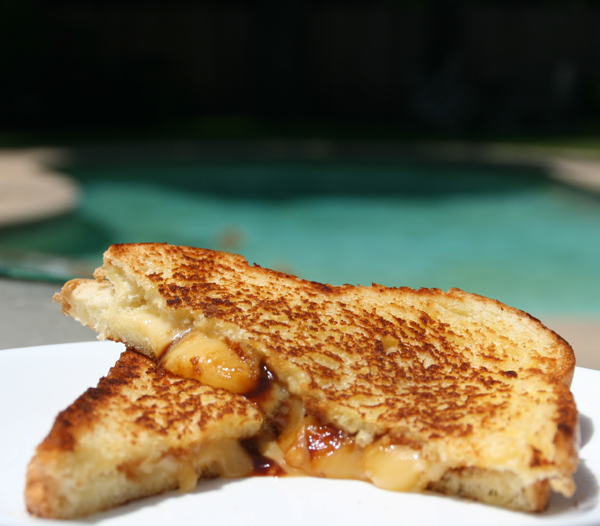

Queijo-quente é um sanduíche feito com recheio de queijo (mozzarella, prato, cheddar ou outro tipo) em um pão francês ou semelhante, ou ainda entre duas fatias de pão de forma. O queijo é derretido quando o sanduíche é aquecido em forno ou na chapa.